# Tingloy

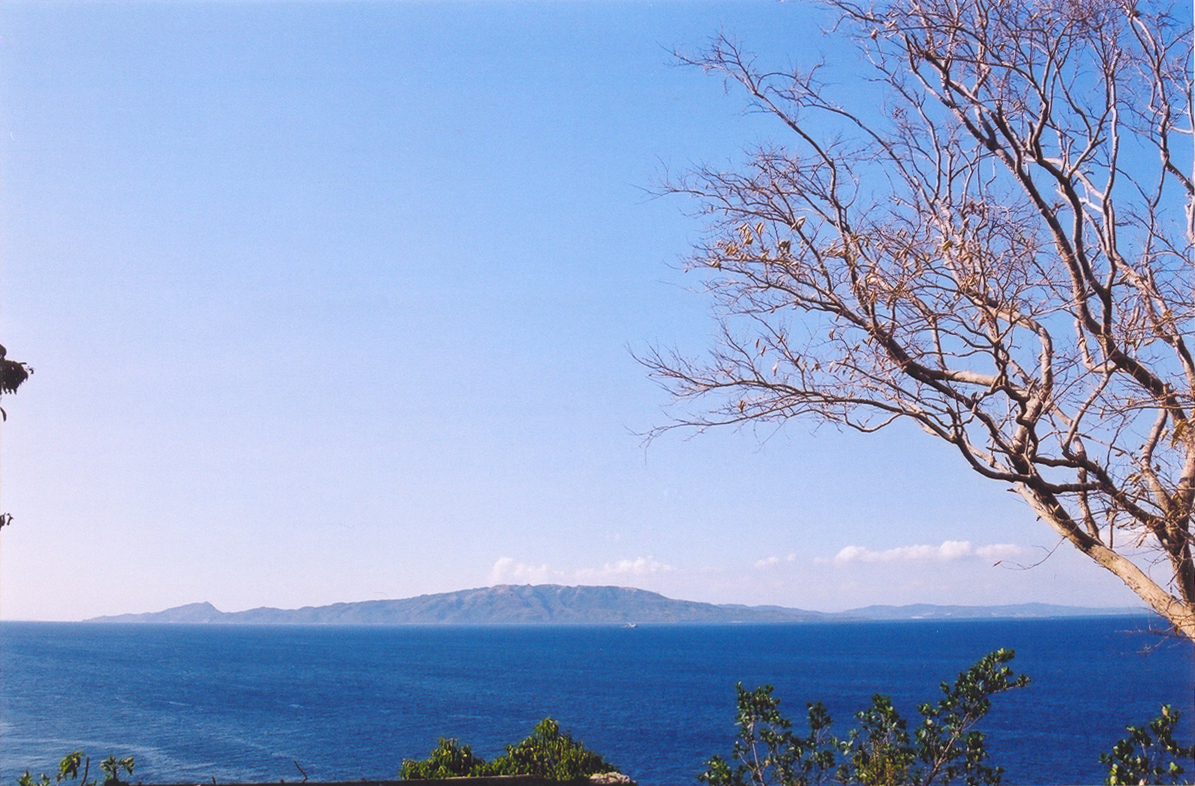
Blick Richtung der Insel Maricaban von Mindoro

Tingloy ist eine philippinische Stadtgemeinde in der Provinz Batangas. Sie hat 17.919 Einwohner (Zensus 1. August 2015).

## Baranggays
Tingloy ist politisch unterteilt in 15 Baranggays.
- Corona
- Gamao
- Makawayan
- Marikaban
- Papaya
- Pisa
- Barangay 13 (Poblacion 1)
- Barangay 14 (Poblacion 2)
- Barangay 15 (Poblacion 3)
- San Isidro
- San Jose
- San Juan
- San Pedro
- Santo Tomas
- Talahib